# Rancho Nuevo, Tecoanapa
Rancho Nuevo är en ort i Mexiko.   Den ligger i kommunen Tecoanapa och delstaten Guerrero, i den södra delen av landet, 280 km söder om huvudstaden Mexico City. Rancho Nuevo ligger 192 meter över havet och antalet invånare är 450.
Terrängen runt Rancho Nuevo är kuperad åt nordväst, men åt sydost är den platt. Runt Rancho Nuevo är det ganska glesbefolkat, med 42 invånare per kvadratkilometer. Närmaste större samhälle är Ayutla de los Libres, 11,2 km nordost om Rancho Nuevo. Omgivningarna runt Rancho Nuevo är en mosaik av jordbruksmark och naturlig växtlighet.